# شلال تورتوم
شلال تورتوم هو أكبر شلال في تركيا. منذ الانتهاء من بناء سد تورتوم ومحطة الطاقة الكهرومائية في عام 1960، يتم سحب المياه من بحيرة تورتوم عبر القنوات والأنفاق، ويُسمح لها بالاندفاع إلى التوربينات. يتم تغذية الشلال فقط من المياه الفائضة، وبالتالي فهو يعمل الآن لفترة قصيرة جدًا خلال شهري مايو ويونيو عندما يكون مستوى مياه البحيرة مرتفعًا بشكل استثنائي. خلال الأشهر الأخرى، يكون قاع الشلال جافًا تقريبًا. تقع البحيرة والشلال في منطقة تورتوم، على بعد 100 كيلومتر (62 ميل) شمال أرضروم في منطقة شرق الأناضول.

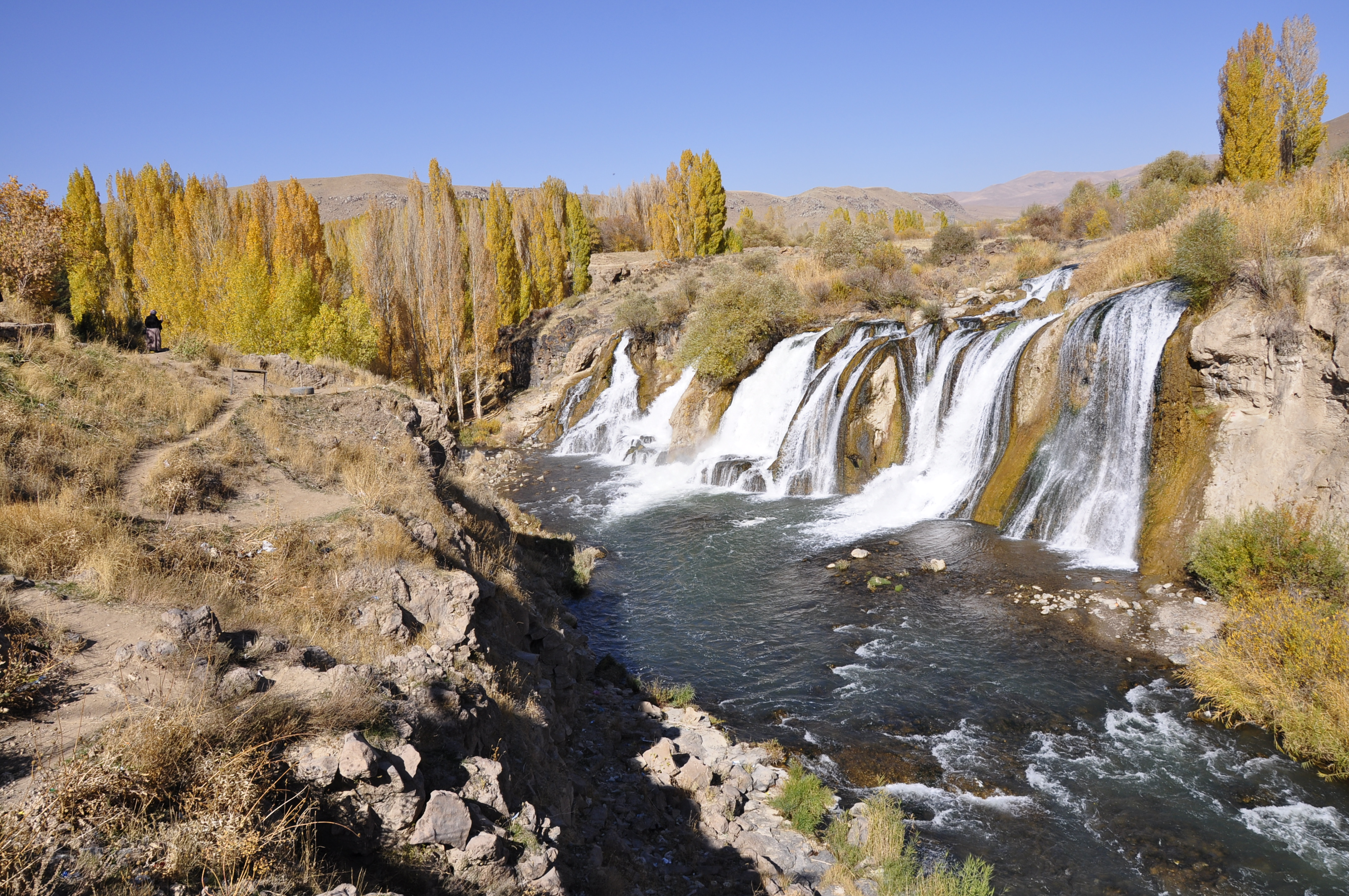
شلال تورتوم في شرق تركيا
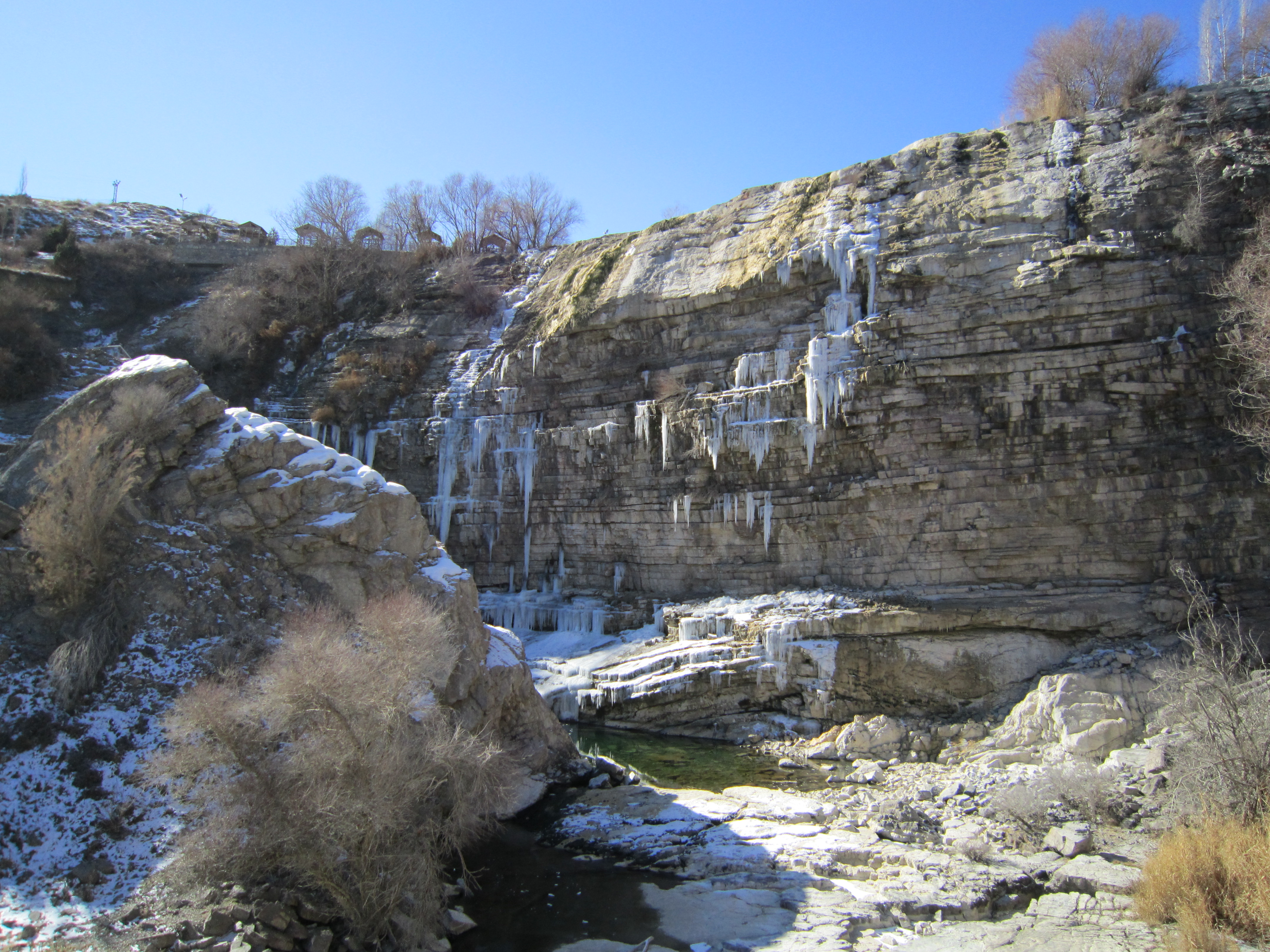
شلال توروتوم في شهر فبراير
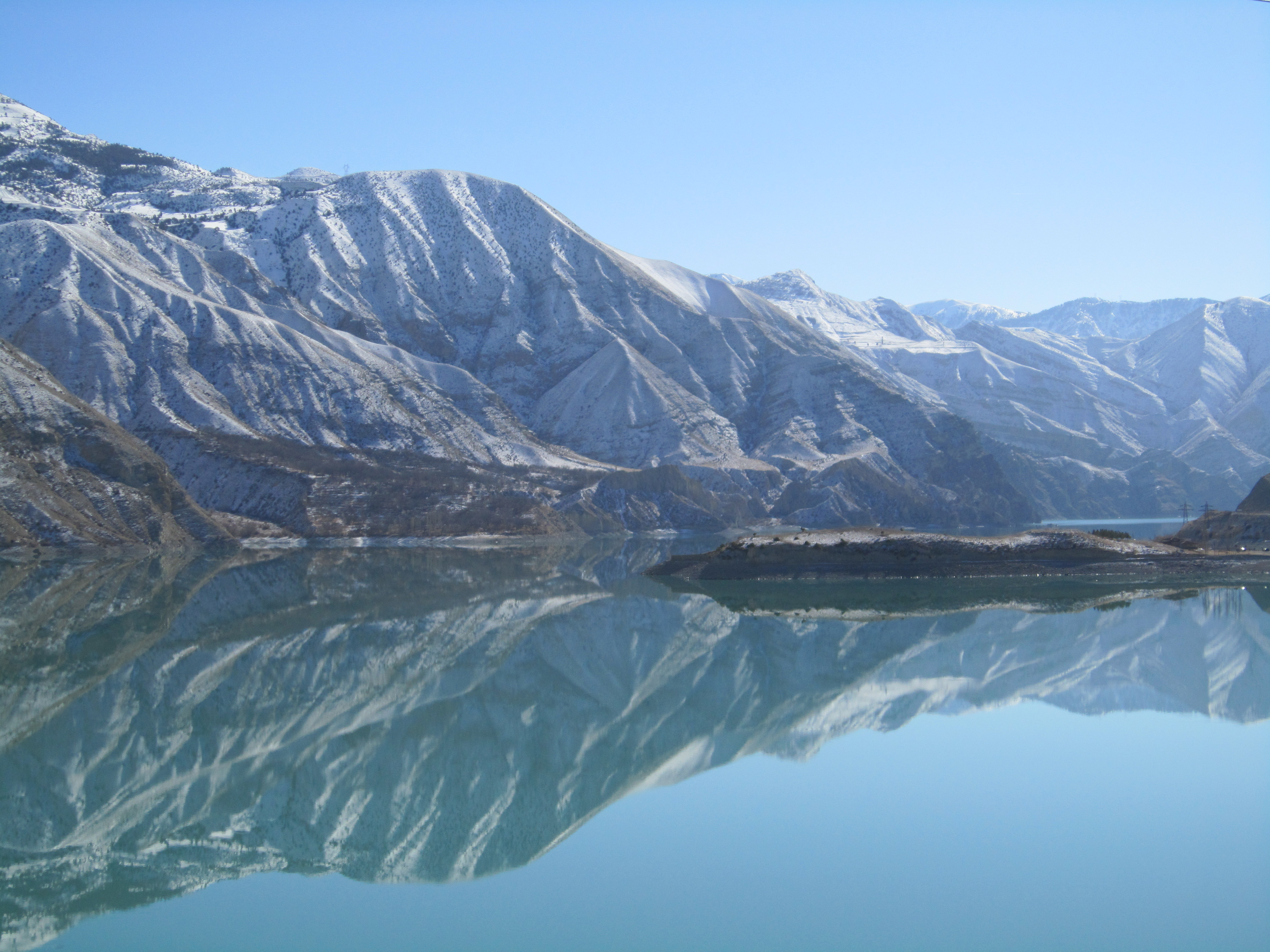
بحيرة تورتوم في فبراير